# Scaphytopius limbramentus
Scaphytopius limbramentus är en insektsart som beskrevs av Delong 1943. Scaphytopius limbramentus ingår i släktet Scaphytopius och familjen dvärgstritar. Inga underarter finns listade i Catalogue of Life.